# Ierai Aizpitarte
Ierai Aizpitarte Aranza (n. Azpeitia, Guipúzcoa, 8 de septiembre de 2000) es un jugador de baloncesto español, que mide 1,83 metros y ocupa la posición de base. Actualmente milita en el Juaristi ISB de Segunda FEB, cedido por el Gipuzkoa Basket de la Primera FEB.

## Trayectoria
Formado en las categorías inferiores de Iraurgi Saski Baloia, en la temporada 2016-17 debutaría con el primer equipo de la Liga LEB Plata, en el que disputa 3 partidos.
En las siguientes temporadas iría adquiriendo más protagonismo en el primer equipo, disputando 24 partidos en la temporada 2019-20 y 19 partidos en la temporada 2020-21, logrando el ascenso a la Liga LEB Oro.
En la temporada 2021-22, disputa 29 partidos en la Liga LEB Oro con el Juaristi ISB.
El 28 de julio de 2022, renueva su contrato con el Juaristi ISB de Liga LEB Oro.
En la temporada 2025-26, firma por el Gipuzkoa Basket de la Primera FEB, pero durante la primera temporada continuaría cedido en el Juaristi ISB de Segunda FEB.